# جميجمة
الجميجمه أو الجميجمة هي بلدة لبنانية في قضاء بنت جبيل من محافظة النبطية.

## الموقع
- تقع البلدة على مرتفع قرب بلدة تبنين.
- الارتفاع عن سطح البحر: 750 م
- تبعد عن صور 30 كلم.
- البعد عن بيروت: 100 كلم.
- يحدها من الشرق مجد لسلم وغربا السلطانيه وشمالا الصوانة وخربة سلم وجنوبا صفد البطيخ.

## التسمية
الجميجمه: اسم اختلف الكتير في ترجمته ومما تم الإجماع عليه هو أن الجميجمة لفظ مصغر لكلمة الجمجمة.
وبما أن الجمجمة هي أعلى شيء في جسم الإنسان فكذلك نجد بلدة الجميجمة هي أيضا أعلى بلدة في المنطقة لذلك ومن هذا المنطلق نستنتج بأنه أطلق هذا اللقب على هذه البلدة لانها أعلى بلدة في المنطقة.
وممّا تم ترجمته أيضا لهذا الاسم انه يعني الحفرة لذلك لا نجد هذه الترجمة صحيحة وذلك لان البلدة على جبل وتعتبر هي أعلى بلدة في المنطقة.

## لمحة تاريخية
يعود تاريخ هذه البلدة إلى ماقبل عام 1782م بعد استيلاء الأمير حمزة بن محمد النصّار على قلعة تبنين قام بإنشاء هذه البلدة واتخذها مسكنا له لأهمية موقعها الاستراتيجي في المنطقة.
فأول من سكنها واستوطنها الأمير حمزة الوائلي. بعد أن ترك مزرعة مشرف (نسبةً للامير مشرف بن علي الصغير الوائلي). وكان الشيخ حمزة المذكور أول من اسس فرقة «الطيّاح» وهي جماعة من المقاومين الذين استبسلوا في الدفاع عن الأرض إبان الاحتلال التركي.
فقد ذكر الشهابي في تاريخه والشيخ محمد تقي ال فقيه ومحمد جابر ال صفا جميعاً في مصنفاتهم: «أنّ العامليين اجتمعوا في بلدة شحور ورأسوا الشيخ حمزة وقاموا بغارة على قلعة تبنين وقتلوا الحامية التي كانت من قبل الجزار في عكا وسلبوا الخزينة الأميرية».
فما كان من أحمد باشا الجزار والي عكا انذاك إلا أن جرّد حملة كبيرة وكَبَسَ قرية شحور، قرب صور ودارت بين الطرفين معركة حامية استشهد فيها عدد كبير من أكابر العامليين وكان من بين المستشهدين الشيخ حمزة إلا أن ضريحه ما زال إلى اليوم مجهولاً، وأبناءه هم أبناء قرية الجميجمة.

## السكان والعائلات
يبلغ عدد سكان الجميجمة حوالي الفي نسمة. أما عدد الناخبين فيها حوالي الألف ناخب.

## المنشآت العامة في البلدة
- تم بناء مستوصف في البلدة على أيدي أبنائها وهو صغير يقوم برعاية المرضى.
- كما تم بناء مدرسة قامت بتعليم وتخريج الكثير من أبناء البلدة.
- كما يوجد في البلدة مسجد وحسينية.
- كما قامت مجموعة من أبناء البلدة بتأسيس تعاونية زراعية.
- كما تم إنشاء جمعية تحت اسم جمعية إنماء الجميجمة وهي جمعية ثقافية اجتماعية وإنمائية.

## البلدية والمخاتير
- جرت في البلدة انتخابات بلدية لأول مرة عام 2004